# Feliks Garfinkel
Feliks (Fajwel) Garfinkel (ur. 1 grudnia 1894 (lub 1896) w Łodzi, zm. w sierpniu 1944 w Auschwitz-Birkenau) – polski nauczyciel i poeta pochodzenia żydowskiego, tworzący w językach niemieckim oraz jidysz. 

## Życiorys
Urodził się, mieszkał i tworzył w Łodzi. Pracował między innymi jako nauczyciel literatury żydowskiej na kursie wieczorowym w Szkole Medema w Łodzi, a także jako prywatny nauczyciel języka niemieckiego. Jako poeta, debiutował w 1913 roku. Publikował w prasie żydowskiej, a w swoim dorobku literackim miał także trzy publikacje książkowe: Likht un shotn (Łódź, 1920), Di klole, dramatishe poeme (Łódź, 1923) i Bizn sof fun veg, poeme (Łódź, 1937).
Należał do poetów o sympatiach lewicowych, badź też komunistycznych. 
Po wybuchu II wojny światowej znalazł się w getcie łódzkim, gdzie należał do grupy pisarzy, która skupiona była wokół Miriam Ulinower. W getcie tworzył wiersze oraz codzienną kronikę, które przepadły w trakcie Holokaustu. Garfinkel, zginął po deportacji do obozu Auschwitz-Birkenau w sierpniu 1944 roku, w trakcie likwidacji Ghetto Litzmannstadt.